# هرمان بومغارتن
هرمان بومغارتن (بالألمانية: Hermann Baumgarten)‏ هو مؤرخ ألماني، ولد في 28 أبريل 1825 في Lesse ‏ في ألمانيا، وتوفي في 19 يونيو 1893 في ستراسبورغ في فرنسا.

## وصلات خارجية
- هرمان بومغارتن على موقع الموسوعة البريطانية (الإنجليزية)